# Loranskita-(Y)
La loranskita-(Y) és un mineral de la classe dels òxids que pertany al grup de l'euxenita. Rep el nom d'A.M. Loranski, inspector de l'Institut de Mines de Sant Petersburg, Rússia.

## Característiques
La loranskita-(Y) és un òxid de fórmula química (Y,Ce,Ca)ZrTaO₆. La seva duresa a l'escala de Mohs és 5. Actualment és un mineral acceptat per l'Associació Mineralògica Internacional però feblement descrit.
Segons la classificació de Nickel-Strunz, la loranskita-(Y) pertany a «04.DG: Òxids i hidròxids amb proporció Metall:Oxigen = 1:2 i similars, amb cations grans (+- mida mitjana); cadenes que comparteixen costats d'octàedres» juntament amb els següents minerals: euxenita-(Y), fersmita, kobeïta-(Y), policrasa-(Y), tanteuxenita-(Y), uranopolicrasa, itrocrasita-(Y), fergusonita-(Y)-β, fergusonita-(Nd)-β, fergusonita-(Ce)-β, itrotantalita-(Y), foordita, thoreaulita i raspita.

## Formació i jaciments
Va ser descoberta a Impilakhti, al districte de Pitkyaranta, un indret situat a la regió de Ladoga, dins la República de Carèlia (Rússia). Es tracta de l'únic indret on ha estat descrita aquesta espècie mineral a tot el planeta.